# Olpium tibium
Olpium tibium är en spindeldjursart som beskrevs av Sivaraman 1980. Olpium tibium ingår i släktet Olpium och familjen Olpiidae. Inga underarter finns listade i Catalogue of Life.